# Rochester (Pensilvânia)
Rochester é um distrito localizado no estado norte-americano de Pensilvânia, no Condado de Beaver.

## Demografia
Segundo o censo norte-americano de 2000, a sua população era de 4014 habitantes. Em 2006, foi estimada uma população de 3 751, um decréscimo de 263 (-6,6%).

## Geografia
De acordo com o United States Census Bureau tem uma área de 1,8 km², dos quais 1,5 km² cobertos por terra e 0,3 km² cobertos por água.

## Localidades na vizinhança
O diagrama seguinte representa as localidades num raio de 4 km ao redor de Rochester.